# Leptotarsus espinozai
Leptotarsus espinozai är en tvåvingeart som först beskrevs av Alexander 1939.  Leptotarsus espinozai ingår i släktet Leptotarsus och familjen storharkrankar. Inga underarter finns listade i Catalogue of Life.